# Марія Молінс
Марія Молінс (ісп. Maria Molins, м. Барселона, Іспанія) — іспанська акторка театру і кіно.

## Вибіркова фільмографія
- 2008: Кладовище
- 2018: Криваве дерево